# Thomas C. Platt
Thomas Collier Platt, född 15 juli 1833 i Owego, New York, död 6 mars 1910 i New York, var en amerikansk republikansk politiker.
Platt var ledamot av USA:s representanthus 1873-1877 och ledamot av USA:s senat 1881 och 1897-1909. Platt tillträdde för första gången 4 mars 1881 som senator men avgick redan 16 maj samma år. Både Platt och Roscoe Conkling avgick i protest mot president James Garfields utnämningspolitik. Platt avgick, eftersom Conkling insisterade att de båda borde avgå. Motståndarna kallade honom senare "Me Too" Platt på grund av detta. Genast efter sin avgång kandiderade Platt på nytt till USA:s senat, men förlorade. Han lyckades först 1896 med att bli återinvald i senaten.
Platt spelade en central roll i skapandet av ett större New York City 1898, då Brooklyn, Queens och Staten Island blev delar av staden. Platt föreslog Theodore Roosevelt som republikanernas vicepresidentkandidat i presidentvalet i USA 1900. Vicepresident Roosevelt blev USA:s president redan 1901 efter att William McKinley mördades.